# Tarcísio Scaramussa

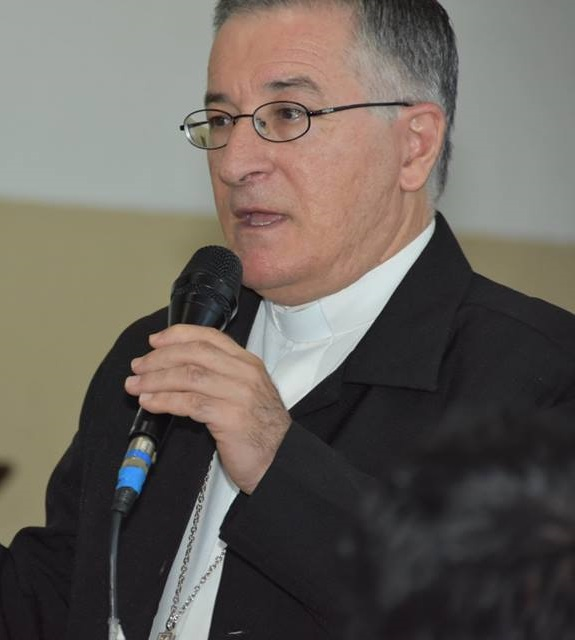
Tarcísio Scaramussa, 2017

Wappen von Tarcísio Scaramussa.

Tarcísio Scaramussa SDB (* 19. September 1950 in Prosperidade, heute Vargem Alta, Espírito Santo) ist ein brasilianischer Ordensgeistlicher und Bischof von Santos.

## Leben
Nachdem er am 31. Januar 1969 in der Ordensgemeinschaft der Salesianer Don Boscos seine erste Profess abgelegt hatte, absolvierte er seine philosophisch-theologischen Studien, von 1969 bis 1972 Philosophie und Pädagogik an der Fakultät für Philosophie, Wissenschaften und Literatur der Päpstlichen Universität in São João del Rei. Theologie studierte er von 1975 bis 1977 am Zentralinstitut für Philosophie und Theologie in Belo Horizonte. Von 1974 bis 1975 spezialisierte er sich an der Katholischen Universität von Minas Gerais in Erziehungswissenschaften. Bereits 1973 wirkte er als Lehrer am Colégio Helvécio in Ponte Nova und 1974 an der Escolas Dom Bosco in Cachoeira do Campo.
Seiner ewigen Profess am 24. Januar 1977 folgte die Priesterweihe am 11. Dezember desselben Jahres.
1977 lehrte er für ein Jahr an der Katholischen Universität von Minas Gerais, sowie 1978 und 1979 an der Fakultät Dom Bosco für Philosophie, Wissenschaften und Literatur in São João del-Rei. Von 1978 bis 1988 wirkte er als Ausbilder im Postnoviziat der Salesianer Don Boscos in São João del-Rei, zugleich war er von 1980 bis 1984 Lehrer, von 1985 bis 1988 Direktor des Salesianischen Instituts Anchieta sowie Pfarrer der Pfarrei São João Batista in Jaciguá und von 1989 bis 1990 Pfarrer der Pfarrei Cristo Luz dos Povos in Belo Horizonte.
Von 1985 bis 1988 war er Koordinator der Equipe der Verantwortlichen der kirchlichen Basisgemeinschaften im Bistum Cachoeiro de Itapemirim. Von 1987 bis 1996 leitete er das Regionalinstitut für katechetische Pastoral der Brasilianischen Bischofskonferenz in der Region Leste II. Von 1990 bis 1996 war er außerdem Koordinator der nationalen Equipe für Jugendpastoral. Von 2001 bis 2002 gehörte er der Direktion der Region Leste II der Brasilianischen Bischofskonferenz an.
Innerhalb der Ordensgemeinschaft war er von 1985 bis 1991 Provinzialrat, von 1992 bis 1996 Provinzialvikar und schließlich von 1997 bis 2002 Provinzial. 2000 und 2001 war er Präsident der brasilianischen Provinzen der Salesianer Don Boscos. 2002 wurde er vom Generalkapitel zum Generalrat für Soziale Kommunikation gewählt und wechselte daher an das Generalat nach Rom.
Am 23. Januar 2008 ernannte ihn Papst Benedikt XVI. zum Titularbischof von Segia und zum Weihbischof in São Paulo. Die Bischofsweihe spendete ihm Odilo Pedro Kardinal Scherer am 19. April desselben Jahres in Vargem Alta. Mitkonsekratoren waren der Bischof von Cachoeiro de Itapemirim, Célio de Oliveira Goulart OFM, und der Bischof von Colatina, Décio Sossai Zandonade SDB.
Sein Wahlspruch lautete: Habitavit in nobis („Er hat unter uns gewohnt“) und entstammt dem Johannesevangelium (Joh 1,14 ).
Am 16. Juli 2014 wurde er von Papst Franziskus zum Koadjutorbischof von Santos ernannt. Mit dem altersbedingten Rücktritt Bischof Jacyr Francisco Braidos CS am 6. Mai 2015 trat er dessen Nachfolge als Bischof von Santos an.

## Werke
- O sistema de Dom Bosco: um estilo de educação, São Paulo (3)1984.
- O Sistema Preventivo de Dom Bosco: roteiros de iniciação, Belo Horizonte 1993.